# Plaisance (Vienne)
Plaisance ist eine französische Gemeinde mit 177 Einwohnern (Stand: 1. Januar 2022) im Département Vienne in der Region Nouvelle-Aquitaine; sie gehört zum Arrondissement Montmorillon und zum Kanton Montmorillon. Die Einwohner werden Plaisançois genannt.

## Geografie
Plaisance liegt etwa 49 Kilometer südöstlich von Poitiers. Die Gartempe begrenzt die Gemeinde im Osten, die Petite Blourde durchquert das Gemeindegebiet im Westen. Umgeben wird Plaisance von den Nachbargemeinden Saulgé im Norden und Osten, Lathus-Saint-Rémy im Osten und Südosten, Adriers im Süden und Südwesten sowie Moulismes im Westen.

## Bevölkerungsentwicklung
| Jahr                       | 1962 | 1968 | 1975 | 1982 | 1990 | 1999 | 2006 | 2018 |
| Einwohner                  | 290  | 243  | 199  | 181  | 183  | 186  | 150  | 170  |
| Quellen: Cassini und INSEE |      |      |      |      |      |      |      |      |

## Sehenswürdigkeiten
- Dolmen von Chiroux, seit 1986 Monument historique
- Kirche Notre-Dame aus dem 13. Jahrhundert, Monument historique seit 1920
- Pfarrhaus aus dem 17. Jahrhundert, seit 1970 Monument historique

Siehe auch: Liste der Monuments historiques in Plaisance (Vienne)

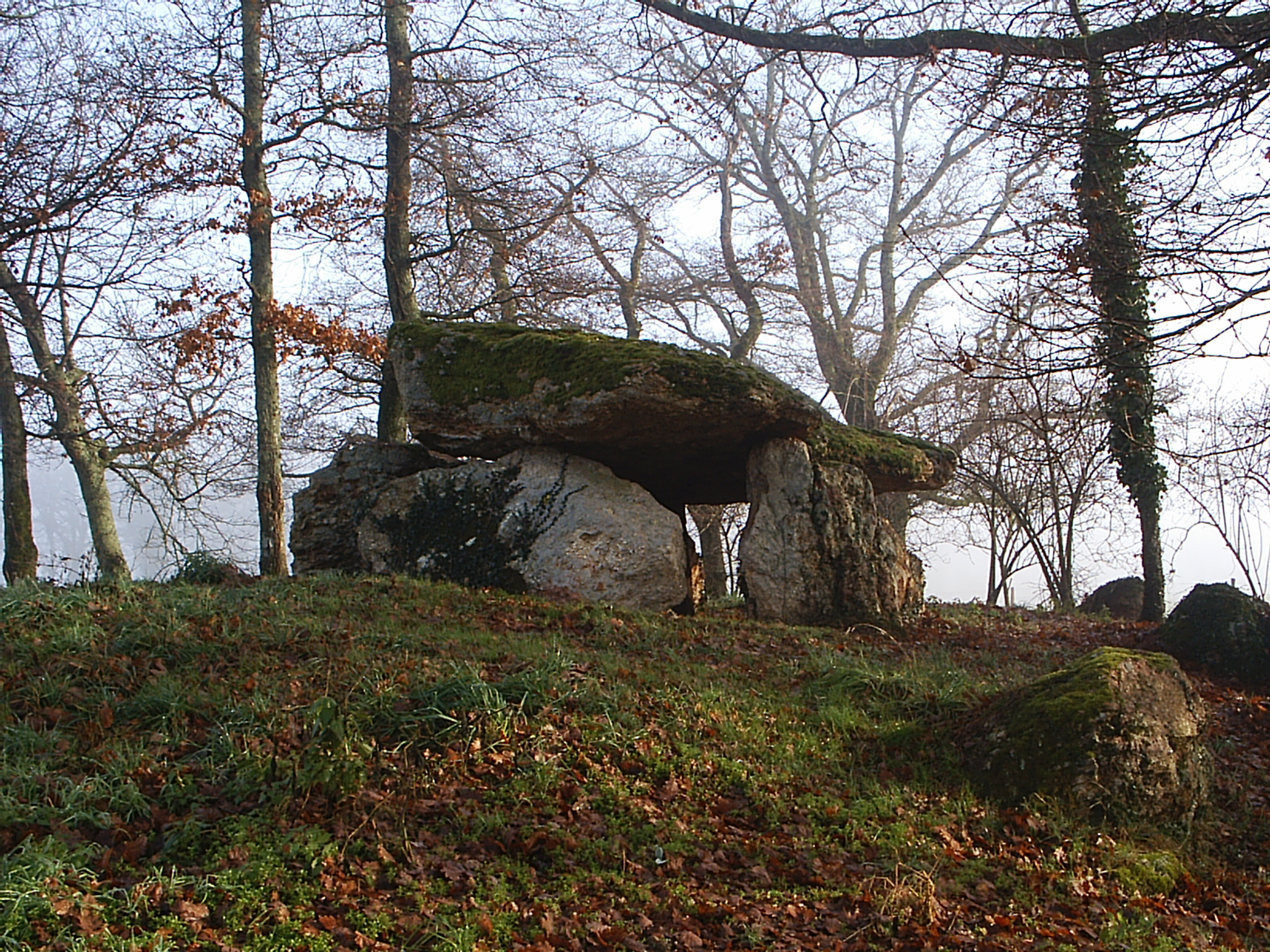
Dolmen von Chiroux
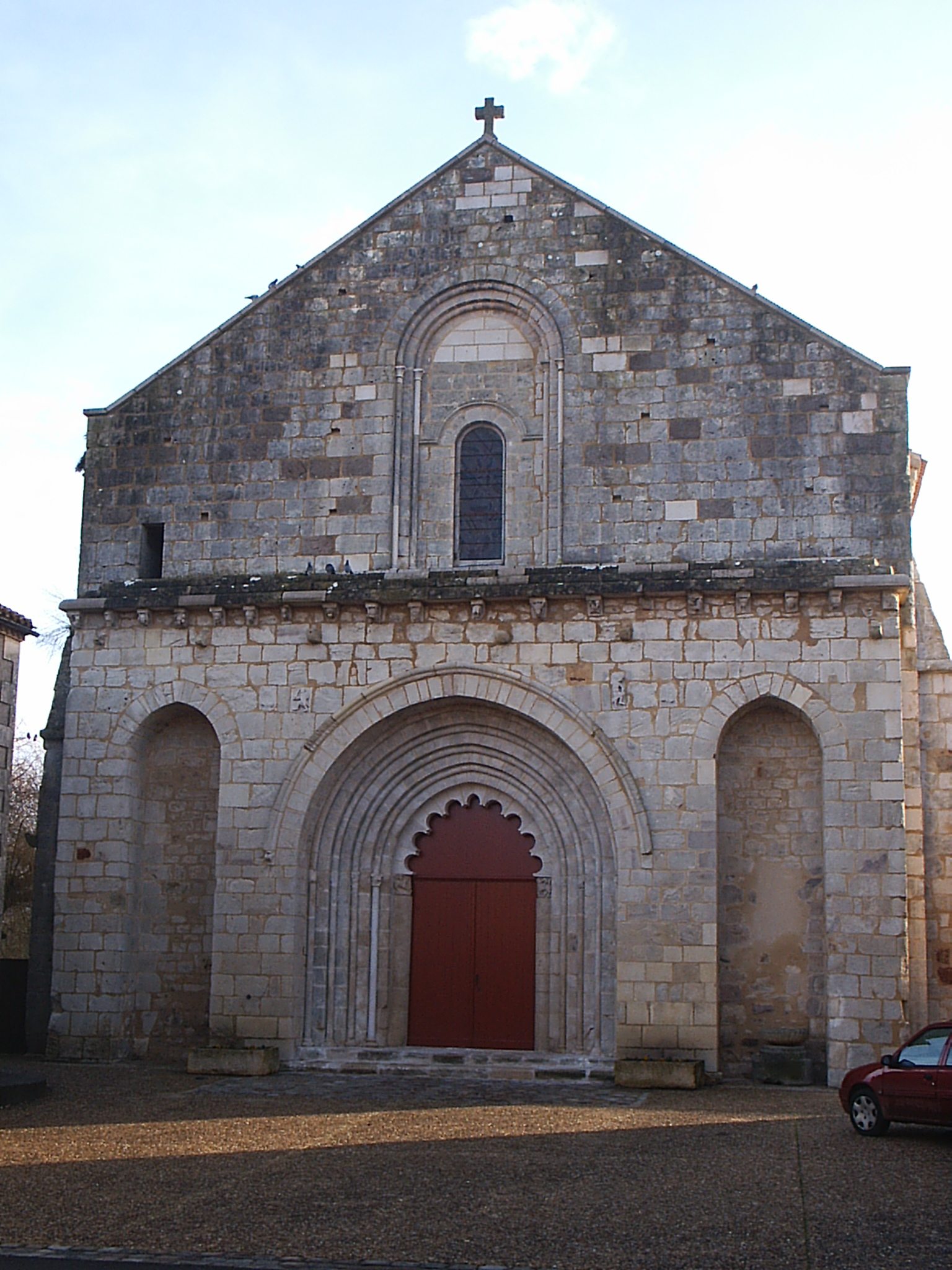
Kirche Notre-Dame